# Cosmotoma sertifer
Cosmotoma sertifer là một loài bọ cánh cứng trong họ Cerambycidae.